# Andreas Alamommo
Andreas Alomommo est un sauteur à ski finlandais, né le 23 décembre 1998 à Rovaniemi.

## Biographie
Membre du Ounasvaaran Hiihtoseura, il fait ses débuts dans des compétitions de la FIS en 2013, puis en Coupe continentale un an plus tard. En 2015, il prend part aux Championnats du monde junior à Almaty. Il est sixième de la compétition individuelle aux Jeux olympiques de la jeunesse d'hiver de 2016 à Lillehammer. Il prend part aux qualifications pour une épreuve de la Tournée des quatre tremplins 2016-2017, mais ne passe pas en phase finale. À l'été 2017, il réalise sa meilleure performance personnelle avec une onzième position au Grand Prix à Tchaïkovski.
En 2017-2018, il est intégré à l'équipe de Finlande A et fait ses débuts aux Jeux olympiques à Pyeongchang, où il est 38e sur le petit tremplin, 34e du grand tremplin et huitième par équipes. En 2019, il prend part aux Championnats du monde à Seefeld, se classant 31e au grand tremplin et dixième par équipes. Il marque aussi ses premiers points pour la Coupe du monde cet hiver à Lahti (29e).

## Palmarès

### Jeux olympiques
| Épreuve / Édition | Pyeongchang 2018 |
| Petit tremplin    | 38e              |
| Grand tremplin    | 34e              |
| Par équipes       | 8e               |

### Championnats du monde
| Épreuve / Édition | Seefeld 2019 |
| Petit tremplin    |              |
| Grand tremplin    | 31e          |
| Par équipes       | 10e          |

### Coupe du monde
- Meilleur classement général : 73e en 2019.
- Meilleur résultat individuel : 29e.

#### Classements généraux annuels
| Année     | Rang |
| 2018-2019 | 73e  |

### Festival olympique de la jeunesse européenne
- Médaille d'argent par équipes en 2015 à Tschagguns.